# Namche Bazaar
Namche Bazaar (også Nemche Bazaar eller Namche Baza; Nepalesisk: नाम्चे बजार) er en by i Nepal. Byen ligger i Khumbu-regionen i en højde på 3440 meter. De fleste sherpaer, som arbejder i turistbranchen, kommer fra Namche området. Namche Bazaar er handelscentral i Khumbu-regionen og i byen er der en politistation, et posthus og en bank.
I 2001 havde byen en befolkning på 1647 mennesker der boede i 397 huse.

## Geografi
Vest for Namche Bazaar ligger Kongde Ri der er 6187 meter højt og til øst ligger Thamserku på 6623 meter.

## Transport
Syangboche Lufthavn (3750 meter) ligger på toppen af byens bakke. Den bliver ikke længere brugt til transport af passagerer, men russiske helikoptere flyver til lufthavnen med varer. Den nærmeste lufthavn er Tenzing-Hillary Airport i Lukla, som ligger 13 kilometer syd for byen.

## Turisme
Namche Bazaar er populær blandt vandrere i Khumbu-regionen, og bliver især brugt til akklimatisering. Byen har et stort antal hytter og butikker til turister, samt en masse caféer. Der er både tyske bagerier, små caféer og restauranter, som alle har internetadgang.

## Energi
Namche Bazaar får alt elektricitet fra det nærliggende Thame-Namche Vandkraftværk (600 kW), som åbnede i oktober 1995. Værket ligger tæt på Thame.
Byen har også mange generatorer, som bliver drevet af brændstof båret med æsel fra Lukla.

## Klima
Området oplever kølige og våde somre. Monsun-sæsonen påvirker vejret meget om sommeren. Vinteren er kold og den høje beliggenhed spiller en stor rolle. Der falder i gennemsnit 1110 mm nedbør og gennemsnitstemperaturen er 6,1 grader celsius.
- Namche Bazaar